# 스트레스 대책
스트레스 대책이란 사업가들에겐 어떻게 하면 일에서 받는 스트레스를 조정을 할 수 있는가라는 정보를 주고있다. 한 책에서는 일적인 스트레스는 자신감을 축소시키고 집중력을 흐트러지게 하며, 몸무게를 감소시키기도 한다. 또한 같은 책에서는 대책으로 자신의 스트레스를 지배하고 보다 활기찬 생활을 위하여 도전정신과 책임감을 가지라고 하고있다. 사업가들을 포함한 모든 사람들에겐 스트레스 대책이란 살아가는 정신적이나 육체적으로 필요한 요소이다.